# Вибір
Ви́бір — стадія волі, що має на увазі надання переваги внаслідок відкидання однієї з двох або більше альтернатив, інколи після періоду обмірковування.
Приклади простого вибору включають такі, як-от: рішення, чи вставати зранку, чи далі спати, та обирання конкретного маршруту для подорожі. Складніші випадки — як наприклад, рішення, які стосуються того, що людина думає чи у що вірить, — зокрема, вибір релігійної приналежності чи політичної партії.
Згідно з концепцією психології долі, категорія «вибір» в житті індивіда має важливе значення не тільки в теперішньому часі, але і значно впливає на майбутнє. Леопольд Сонді писав: 
«Вибір визначае долю».

## Проблема вибору в економіці
Економічна теорія розглядає проблему вибору варіантів використання обмежених ресурсів для задоволення необмежених потреб.
Зокрема, розглядається вибір споживача - як досягти максимальної корисності у споживанні, використовуючи обмежений бюджет (бюджетне обмеження). 
Також розглядається вибір виробника  - як досягти найвищого прибутку фірми з урахуванням: а) ціни товару на ринку; б) обсягу продажів; в) вартості ресурсів.
Економіка розглядає вільний вибір (каталактика) та вибір в умовах примусу зі сторони держави (конфіскація частки доходів споживачів і виробників у вигляді податків). 
Необхідною умовою добровільного вибору споживача і виробника є забезпечення суверенітету споживача і суверенітету виробника. 

Економіку іноді називають "наукою вибору". Людвіг фон Мізес, представник Австрійської школи, так описує роль вибору в економічній науці:    
Вивчення власне економічних проблем не може не починатися з дослідження акту вибору; економічна теорія стала частиною, й яка на сьогоднішній день є найбільш розробленою, більш універсальної науки праксеології.   
Крім індивідуального вибору споживача і виробника, який описує мікроекономіка, існує відгалуження економічної теорії - теорія суспільного вибору (Public Choice Theory), яка займається економічним аналізом процесів прийняття політичних рішень.   

## Рекомендовано
- Джеймс Древер. Словник психології — A Dictionary of Psychology by James Drever. Middlesex: Penguin Reference Books, 1952 — 1966.